# Anthony Horgan
Anthony Horgan (Cork, 15 novembre 1976) è un ex rugbista a 15 irlandese, legato per tutta la sua carriera alla squadra della provincia di Munster nel quale militò nel ruolo di tre quarti ala e del quale è il miglior realizzatore assoluto di mete (41, 20 delle quali in Celtic League); rappresentò l'Irlanda alla Coppa del Mondo di rugby 2003.

## Biografia
Cresciuto nel Cork Constitution, nel quale giocava da dilettante alternando l'attività agonistica agli studi commerciali, Horgan fu chiamato nel 1997 dal provincia di Munster che rappresentò fino al 2002 nel campionato interprovinciale irlandese e, a iniziare dal 2001, nella rappresentativa in Celtic League, della quale si aggiudicò la seconda edizione nel 2003.
In tale anno debuttò anche per l'Irlanda a 26 anni, in un incontro ad Apia contro Samoa; pochi mesi più tardi fu parte della squadra alla Coppa del Mondo di rugby 2003 in Australia.
Nel corso della sua attività internazionale scese in campo solo nei tour irlandesi e nei test di fine anno tranne in un'occasione, nel Sei Nazioni 2004, in cui fu schierato, a Edimburgo, contro la Scozia.
Campione d'Europa una prima volta nel 2006, Horgan chiuse la carriera nel 2009 vincendo la sua terza Celtic League e la seconda Heineken Cup.
Al momento del ritiro, con 41 marcature tra Celtic League, Celtic Cup, Heineken Cup e campionato interprovinciale, Horgan era il miglior realizzatore di mete del Munster, primato imbattuto al 2015.

## Palmarès
- Pro12: 3
Munster: 2002–03, 2008–09
- Celtic Cup: 1
Munster: 2004-05
- Heineken Cup: 2
Munster: 2005-06, 2007-08